# ウイスキーラクトン
| ウイスキーラクトン | ウイスキーラクトン                                                     |
| ------------------ | ---------------------------------------------------------------------- |
|                    |                                                                        |
| IUPAC名            | 5-ブチル-4-メチルテトラヒドロフラン-2-オン 3-メチルオクタノ-4-ラクトン |
| 別名               | クエルクスラクトン、オークラクトン                                     |
| 分子式             | C9H16O2                                                                |
| 分子量             | 156.22                                                                 |
| CAS登録番号        | 39212-23-2                                                             |
| 形状               | 無色液体                                                               |
| 沸点               | 124–128 °C(15 mmHg)                                                    |
| 比旋光度 [α]D      | (4S,5S)体: −78（20°C、D線、MeOH） (4S,5R)体: +96（20°C、D線、MeOH）    |
| SMILES             | CCCCC1C(C)CC(=O)OC1                                                    |

ウイスキーラクトン (whisky lactone) は、分子式C9H16O2で表されるγ-ラクトンの一種である。
ウイスキーなどの香りの成分として知られている。IUPAC名は5-ブチル-4-メチルテトラヒドロフラン-2-オンまたは3-メチルオクタノ-4-ラクトンである。他にクエルクスラクトン (quercus lactone)、オークラクトン (oak lactone) の慣用名が知られている（クエルクス、オークはそれぞれコナラ属を意味する）。

## 発見
1970年にフィンランドのSuomalainenらにより、ウイスキーから発見されウイスキーラクトンと命名された。同時期（発表は翌年）に日本の増田、西村（サントリー株式会社）らにより、ミズナラおよびホワイトオークのメタノール抽出物から発見されている。
ウイスキーやワイン、ブランデーといったオークの樽で熟成するタイプのアルコール飲料から発見されることから、カシ中に何らかの前駆体が存在し、それが熟成中に分解して出てくると考えられていた。
1996年に長崎大学の田中隆と河野功により前駆体が単離され、(3S,4S)-4-β-D-グルコピラノシルオキシ-3-メチルオクタン酸とその6'-没食子酸エステルであることが判明した。

## 存在
ウイスキーラクトンにはcis体とtrans体が存在し、天然物中には両方が存在している。その立体配置の帰属については初期には混乱が見られた。しかし1981年にMasudaらにより、分解反応やコットン効果を用いた絶対立体配置の決定がなされて解決された。天然物中には(4S,5S)-cis-体と(4S,5R)-trans体が存在する（位置番号はフラン母核でのIUPAC命名法による）。

## 合成
ラセミ体のcis/trans混合物は、ブロモ酢酸エチルと2-ヘプタノンのレフォルマトスキー反応で得られるヒドロキシ酸エステルを脱水後、強酸で再環化させることで合成されている。全立体異性体の合成は C. Günther らによって1986年に初めてなされた。彼らはバレルアルデヒドのクロトン酸エチルへのラジカル付加により4-オキソ-3-メチルオクタン酸エチルを合成した後、カルボニル基を還元して酸で環化させてウイスキーラクトンのラセミ体のcis/trans混合物を合成した。cis体とtrans体をクロマトグラフィーで分離した後、開環してイソプロピルエステルに誘導し、ヒドロキシ基に光学活性(R)-2-フェニルプロピオニル基を結合させて、ジアステレオマーとしクロマトグラフィーで分離した。その後加水分解と酸による環化により、4つの立体異性体を合成している。

## 香り
4つの立体異性体は若干香りに違いがあることが報告されている。
- (4S,5S)-cis-体（天然型）: 弱いココナッツ様で、少しカビ臭く土臭い香りがあり、牧草様の残り香がある。
- (4R,5R)-cis-体（非天然型）: 甘い木様で、新鮮なココナッツの香りがある。
- (4S,5R)-trans体（天然型）: スパイシーなセロリ様の香りで、弱いココナッツ様の香りがあり、はっきりした未熟なクルミの香りを持つ。
- (4R,5S)-trans体（非天然型）: 強いココナッツ様の香りで、残り香にセロリ、ロベージ (lovage) を思わせる香りがある。

なお、香りの閾値はラセミのcis体が1µg/L、ラセミのtrans体が20µg/Lとcis体の方が強い香りを持つことが知られている。